# Башпанов, Тастан
Тастан Башпанов (1884 год — 1972 год) — заведующий коневодством колхоза имени Молотова Новобогатинского района Гурьевской области, Казахская ССР. Герой Социалистического Труда (1948).
Родился в 1884 году (по другим сведениям — в 1886 году). Трудовую деятельность начал на рыболовном промысле, во время Октябрьской революции был чернорабочим, затем членом товарищества в области животноводства, табунщиком совхоза им. Чапаева.
С 1930 по 1957 года — заведующий фермой коневодством колхоза имени Молотова Новобогатинского района Гурьевской области.
Указом Президиума Верховного Совета СССР от 23 июля 1948 года «за получение высокой продуктивности животноводства в 1947 году при выполнении колхозом обязательных поставок сельскохозяйственных продуктов и плана развития животноводства» удостоен звания Героя Социалистического Труда с вручением Ордена Ленина и золотой медали Серп и Молот.
Скончался в 1972 году.

## Память
Решением акима Тущыкудукского сельского округа Исатайского района Атырауской области от 7 декабря 2016 года улице в селе Тущыкудук Тущыкудукского сельского округа Исатайского района присвоено имя «Тастана Башпанова».